# Gasterosteus microcephalus
Gasterosteus microcephalus är en fiskart som beskrevs av Girard, 1854. Gasterosteus microcephalus ingår i släktet Gasterosteus och familjen spiggfiskar. Inga underarter finns listade i Catalogue of Life.